# Eskilstuna United DFF
Maillots
Actualités
L'Eskilstuna United DFF est un club suédois de football féminin fondé en 2002 et basé à Eskilstuna. L'équipe évolue en 2015 en Damallsvenskan (première division suédoise) et joue ses matchs à domicile au Tunavallen.

## Historique
Eskilstuna United remporte le championnat de Suède de deuxième division en 2013. Vice-champion de Suède en 2015, le club connaît sa première campagne européenne en se qualifiant pour la Ligue des champions féminine de l'UEFA 2016-2017.

## Palmarès
- Championnat de Suède
  - Vice-champion en 2015
- Championnat de Suède de deuxième division
  - Champion en 2002
- Coupe de Suède
  - Finaliste en 2021

## Effectif actuel[Quand?]
| N° | Nat.                | Poste | Nom du joueur               |
| -- | ------------------- | ----- | --------------------------- |
| 1  | Drapeau de la Suède | G     | Emelie Lundberg             |
| 2  | Drapeau de la Suède | D     | Hanna Glas                  |
| 3  | Drapeau de la Suède | D     | Ida Hyttinen                |
| 6  | Drapeau de la Suède | M     | Sarah Bergman               |
| 7  | Drapeau de la Suède | M     | Petra Johansson (capitaine) |
| 8  | Drapeau de la Suède | M     | Linn Vickius                |
| 9  | Drapeau de la Suède | M     | Julia Tunturi               |
| 10 | Drapeau de la Suède | A     | Loreta Kullashi             |
| 11 | Drapeau de la Suède | D     | Molly Menchel               |
| 14 | Drapeau de la Suède | A     | Mimmi Larsson               |
| 15 | Drapeau de l'Écosse | D     | Vaila Barsley               |

| No. | Nat.                   | Position | Nom du joueur         |
| --- | ---------------------- | -------- | --------------------- |
| 16  | Drapeau de la Suède    | A        | Felicia Karlsson      |
| 17  | Drapeau de la Suède    | D        | Matilda Plan          |
| 18  | Drapeau de la Suède    | D        | Elin Rombing          |
| 19  | Drapeau de la Suède    | M        | Cornelia Ellefors     |
| 20  | Drapeau de la Suède    | M        | Cajsa Åkerberg        |
| 21  | Drapeau de la Suède    | M        | Annica Svensson       |
| 22  | Drapeau des États-Unis | D        | Brianne Reed          |
| 24  | Drapeau de la Suède    | G        | Britta Elsert Gynning |
| 25  | Drapeau du Nigeria     | M        | Ngozi Okobi           |
| 27  | Drapeau de la Suède    | M        | Lisa Dahlkvist        |